# Swertia mannii
Swertia mannii är en gentianaväxtart som beskrevs av Joseph Dalton Hooker. Swertia mannii ingår i släktet Swertia och familjen gentianaväxter. Inga underarter finns listade i Catalogue of Life.